# Pantai Perak
Pantai Perak is een bestuurslaag in het regentschap Aceh Barat Daya van de provincie Atjeh, Indonesië. Pantai Perak telt 792 inwoners (volkstelling 2010).